# Steinhagen (Renânia do Norte-Vestfália)
Steinhagen é um município da Alemanha localizado no distrito de Gütersloh, região administrativa de Detmold, estado de Renânia do Norte-Vestfália.
A origem da palavra Steinhäger, uma bebida destilada aromatizada com juniperus (zimbro), é relacionada com este local.